# Transilvania Travel
Transilvania Travel este o companie din industria turismului din România.
Înființată în 2003, compania este tour-operatorul societăților de turism din portofoliul SIF Transilvania.
Transilvania Travel promovează și contractează ofertele acestor societăți în România și în străinătate.
SIF Transilvania, în calitatea sa de acționar majoritar, deține 62 de hoteluri care totalizează circa 10.000 de camere în stațiunile de la malul Mării Negre, Eforie Nord, Eforie Sud, Neptun, Venus și Saturn, în stațiunile balneare Băile Felix, Covasna, Tușnad și Buziaș și în orașele Brașov și Ploiești.
Cifra de afaceri în 2006: 12 milioane euro